# Johan Christopher von Bergen
Johan Christopher von Bergen, född i Stockholm, död 1717, var en svensk borgmästare

## Biografi
Johan Christopher von Bergen föddes i Stockholm och växte upp hos Ehrenspetz i Norrköping. Han blev 1706 rådman i Norrköpings stad och 1706 politieborgmästare efter Carl Jansson. von Bergen blev 1709 justitieborgmästare efter Leffler. Han avled 1717.
von Bergen var riksdagsman för borgarståndet i Norrköpings stad vid riksdagen 1710 och riksdagen 1713–1714.